# Liogma pectinicornis
Liogma pectinicornis är en tvåvingeart som beskrevs av Alexander 1928. Liogma pectinicornis ingår i släktet Liogma och familjen mellanharkrankar.
Artens utbredningsområde är Taiwan. Inga underarter finns listade i Catalogue of Life.